# Lourenço Cardoso
Lourenço da Conceição Cardoso  (São Paulo, 20 de janeiro de 1975) é um historiador e escritor brasileiro. É também também pesquisador-docente universitário. Suas principais áreas de interesse são literatura e relações raciais, com particular interesse pelo tema branquitude (identidade racial branca).

## Biografia
Lourenço nasceu em 20 de janeiro de 1975. Sua mãe, Margarida da Conceição Cardoso era dona de casa e seu pai, Lourenço Bispo Cardoso era metalúrgico. Foi o primeiro na história da família, contando todas as gerações, a concluir o curso de mestrado e doutorado. Apesar de seus pais não terem tido a oportunidade de estudar (não fizeram nem mesmo o ensino básico), a maioria dos seus filhos cursou o ensino superior. O autor possui seis irmãos biológicos e três irmãos que são primos, todavia, foram criados pelos seus pais. Lourenço ingressou aos sete anos no Centro Educacional Sesi em uma periferia da na Zona Leste de São Paulo.

### Carreira Acadêmica e Profissional
Por ter sido uma criança muito criativa, sempre gostou de inventar histórias e ao aprender a escrever, inclusive se destacava nas atividades de redação.
Em 1999, entrou para o curso de história da PUC/SP, cujo trabalho de conclusão de curso teve como tema “Racionais MC'S: Reflexão sobre as letras produzidas entre 1980 - 2002” como uma homenagem a influência de Mano Brown em sua história de vida.
No ano de 2006, tornou-se também o primeiro em todas as gerações de sua família a ter morado fora do país, ao iniciar o mestrado na Universidade de Coimbra em Portugal.

### Carreira como escritor
Seu primeiro livro O Peso do Mundo, foi publicado em uma edição do autor, em 2002.
De volta ao Brasil e já atuando enquanto professor de história da Universidade da Integração Internacional da Lusofonia Afro-Brasileira, UNILAB, no ano de 2018 publicou o livro Branquitude: Estudos sobre a identidade branca no Brasil, uma importante obra da história do pensamento social e político brasileiro.
Já tendo se tornado uma referência dos estudos da branquitude, em 2020 o autor lança o livro O branco ante a rebeldia do desejo: um estudo sobre a branquitude no Brasil.

## Obras

### Obras literárias
- Branquitude: Estudos sobre a identidade branca no Brasil[8] (2018)
- O branco ante a rebeldia do desejo: um estudo sobre a branquitude no Brasil[1](2020)

### Poesia
- O peso do mundo (2002)

### Participações em antologias
- Revista Oficina de Poesia
- Revista Oficina de Poesia: 10 Anos
- QUILOMBHOJE
- 130 Anos de (des)ilusão: A farsa abolicionista em perspectiva desde olhares marginalizados[9]

### Obras teatrais
- "Se deus deu mesmo autoridade ao homem"

## Terminologias[10]
O Branco: Lourenço Cardoso explica a construção social do branco como um produto da colonização europeia. O colonizador branco, “se constrói como um ser de valor”, a partir da construção do negro como sem valor. Nesta relação de soma zero, o poder do branco como “o único humano ou o mais humano” depende inteiramente da supressão da humanidade do negro.
Branquitude Histórica: Com base na definição do branco, Lourenço Cardoso introduz o conceito de branquitude, que se refere ao poder, à estética da beleza e à inteligência auto-descrita pelo branco, assim como os “privilégios econômicos e legais” e a habilidade de “se apropriar do território dos outros”. Para o branco, “os não-brancos são a exceção que confirma a regra”.
Branquitude Moderna e Branquidade: O autor usa o o conceito de branquidade em contraste com a forma na qual o conceito de branquitude evoluiu e explica as grandes diferenças conceituais entre eles. Esses são conceitos originalmente desenvolvidos pelas acadêmicas brancas Edith Piza e Camila Moreira. Seguindo a redefinição negra de negritude como tendo valor, “o branco moderno se reconstruiu” para se tornar consciente de suas vantagens implícitas e assumir seu papel enquanto anti-racista. Embora a branquitude moderna tenha mudado para vir ao encontro da negritude moderna e não mais depender da desvalorização do negro, as “vantagens” da branquitude estão tão vivas como sempre.
Por outro lado, “brancos inconscientes” ignoram a questão social de sua branquitude e habitam a branquidade. Conforme mencionado por Lourenço Cardoso, a grande maioria dos indivíduos brancos hoje fazem parte da branquidade, e não da branquitude moderna. Variações semelhantes desses dois termos se dão nas questões de publicidade e nos espaços nos quais os brancos escolhem se envolver no anti-racismo.
Branquitude Implícita: O autor também propõe o uso do estudo de grupos étnicos europeus no Brasil como um modelo para expandir a pesquisa sobre branquitude. Uma vez que essa pesquisa “problematiza a branquitude através da etnia”, ela oferece um olhar sobre o que Lourenço Cardoso rotula como a branquitude implícita.
Branco Não-Branco: Lourenço Cardoso apresenta o Branco Não-Branco, para se referir à “hierarquia entre os próprios brancos”. Os portugueses e seus descendentes brasileiros brancos, em parte por conta da invasão histórica dos mouros que foram seus governantes, são muitas vezes vistos por outros grupos étnicos como possuidores de menos branquitude, dando forma ao que o autor Paulo Prado chamou de “raça triste”.
Drácula Branco & Narciso Branco: Em suas discussões, Lourenço Cardoso usa a metáfora do Drácula Branco, “cuja imagem não reflete no espelho”, para explicar o padrão do branco evitando sua branquidade. De acordo com a metáfora, ele evita o rótulo de “branco” explícito, escolhendo, em vez disso, se esconder nas sombras de outros títulos, como trabalhador, Alemão ou pai, por exemplo. O Narciso Branco, por outro lado, só consegue olhar para o seu próprio reflexo. Lourenço Cardoso explica que a interseção desses conceitos funciona bem como lentes para a produção da história e também para o branco escrever narrativas históricas centralizadas fortemente em torno de sua própria “linguagem, gosto, estética e visão” sem nomear diretamente a presença avassaladora da branquidade.
Branco-Centrismo e Cultura: o Branco-Centrismo ou Centrismo Branco é o que Lourenço Cardoso nomeia de “a reinvenção da branquidade como o padrão de humanidade”. Essa ideia de reinvenção se refere à tradição histórica europeia de rotular oficialmente os não-brancos e a cultura não-europeia como “selvagens” enquanto glorifica seus próprios monarcas. Como uma linha de continuidade até hoje, o exemplo mais claro do Branco-Centrismo de Lourenço Cardoso gira em torno do sucesso da modelo brasileira Gisele Bündchen, que é descendente de alemães. Durante a Copa do Mundo de 2014 e os Jogos Olímpicos de 2016, a pele bem clara e as características europeias de Gisele foram exibidas pelo país para o mundo como o padrão brasileiro de beleza, não representando a imagem de como os brasileiros de fato parecem e perpetuando ainda mais uma hierarquia de beleza racista.  
Lourenço Cardoso também observa que o Branco-Centrismo possui uma relação particularmente tóxica com a cultura negra. Na Bahia, onde 78% das pessoas se identificam como negras ou pardas, as duas cantoras que chamaram mais atenção da grande mídia ao longo dos anos foram Ivete Sangalo e Claudia Leite, ambas brancas. Margareth Menezes, cantora negra premiada também da Bahia, “não recebe a mesma promoção no Brasil como Ivete Sangalo e Claudia Leite… apesar de ser uma pessoa poderosa e de grande destaque”. Esses exemplos vinculam a um ponto maior que Lourenço Cardoso aborda: enquanto o negro produz grandes projetos culturais, o branco tende a colher os frutos que originam de expressões da cultura negra.